# Vicia tetrasperma
Vicia tetrasperma là một loài thuộc Chi Đậu răng ngựa (Vicia). Loài cỏ này bản địa châu AAu, châu Á và Bắc Phi và có thể được tìm thấy ở các lục địa khác dưới dạng cây du nhập.

## Hình ảnh

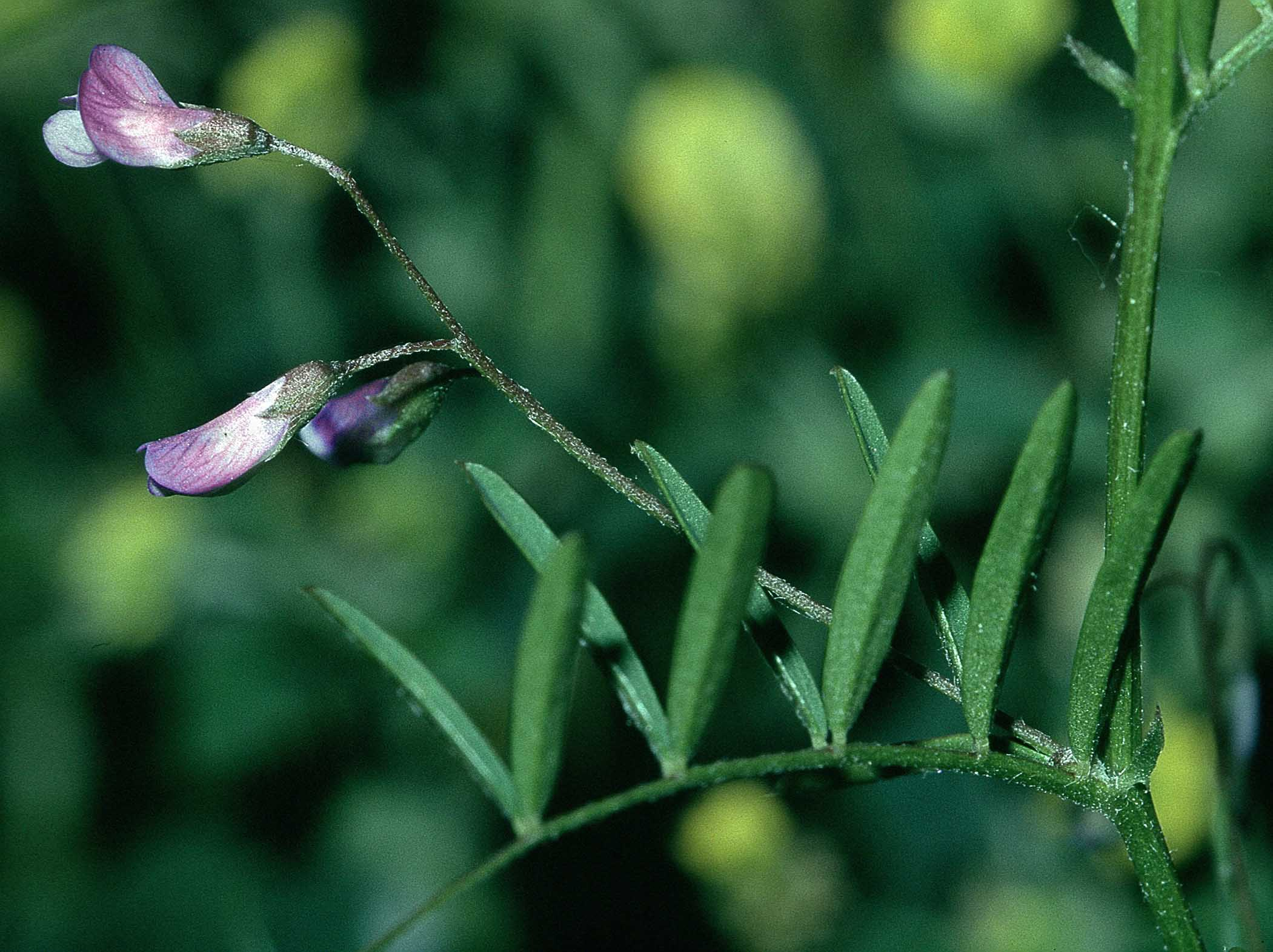
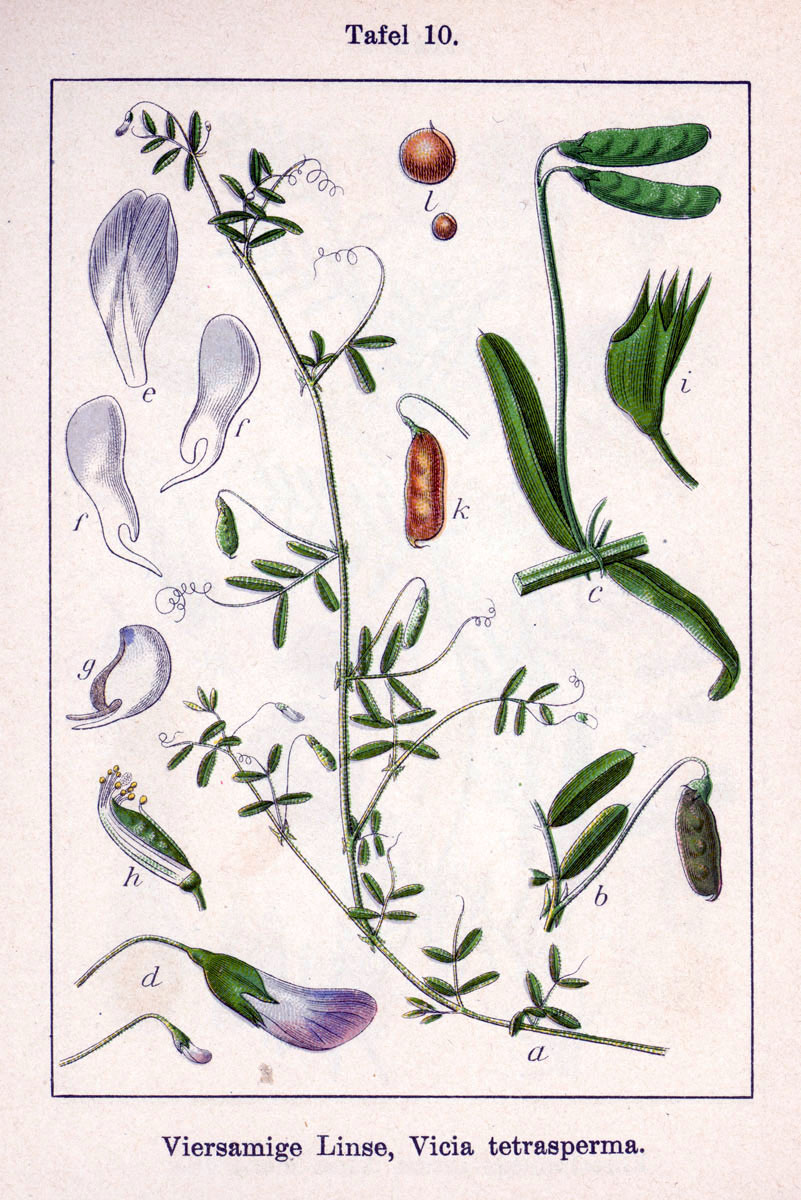
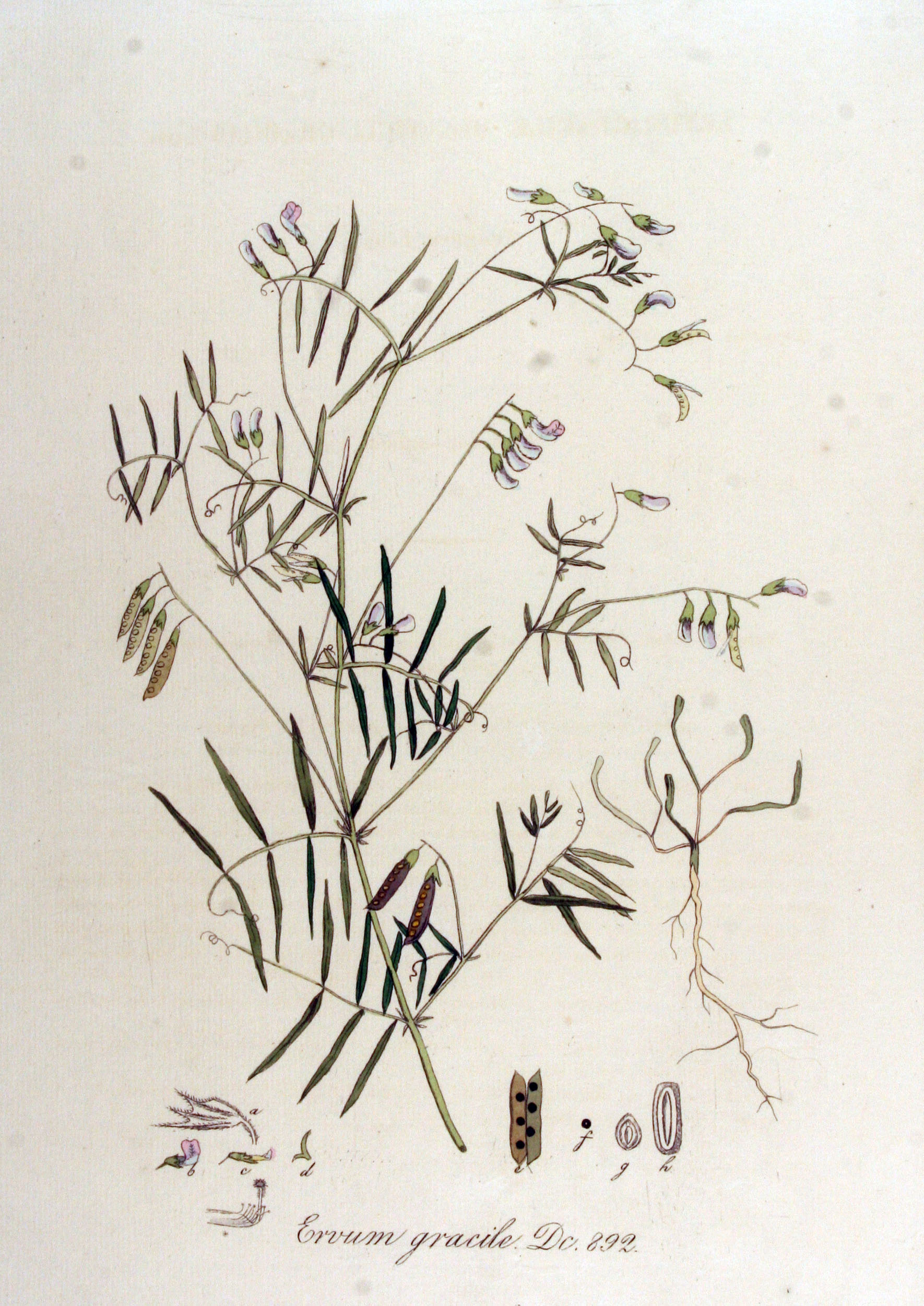
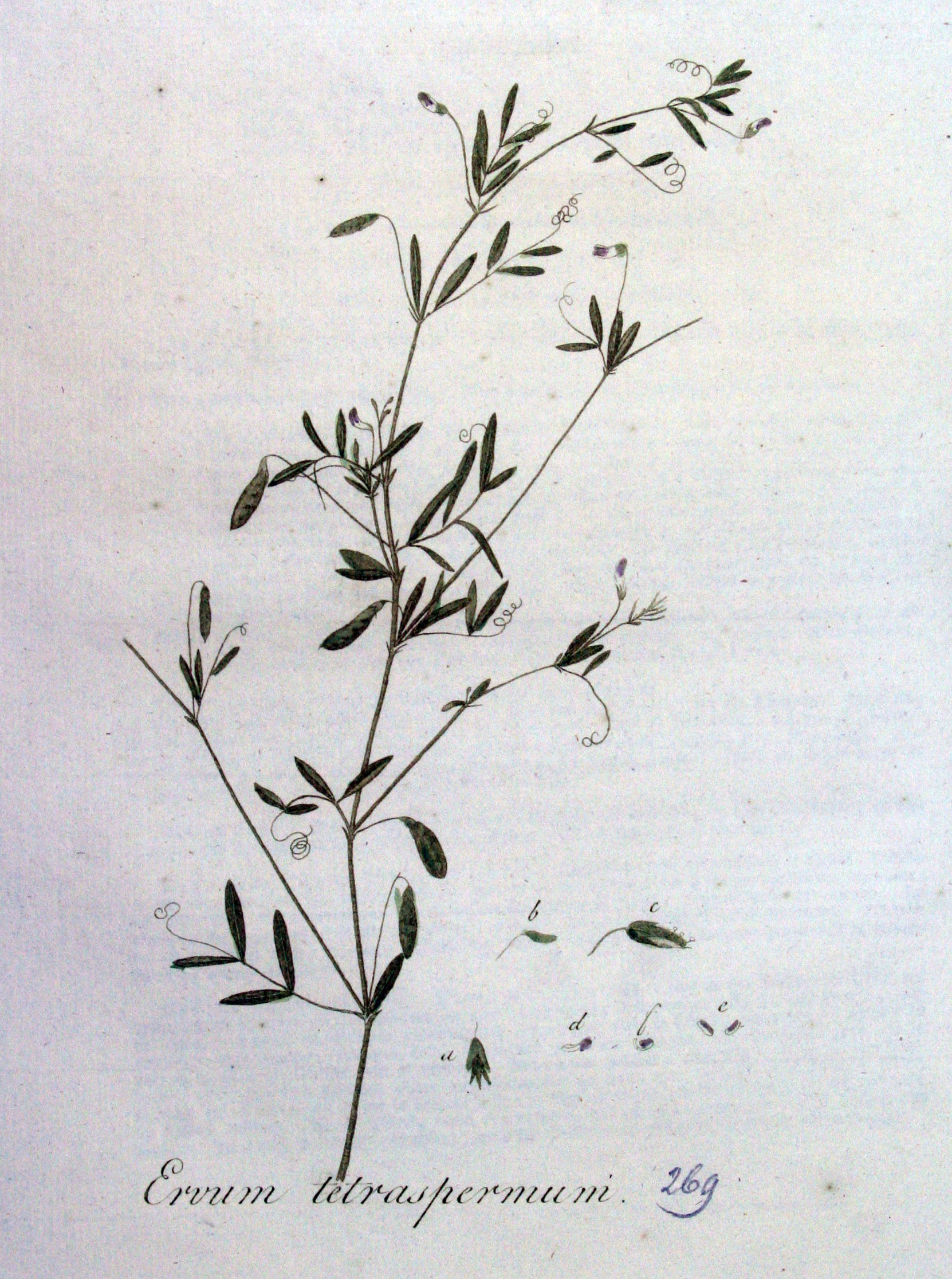